# Monique Mercure
Monique Mercure, właśc. Marie Lise Monique Émond (ur. 14 listopada 1930 w Montrealu, zm. 16 maja 2020 tamże) – kanadyjska aktorka filmowa, teatralna i telewizyjna. Jedna z głównych postaci francuskojęzycznego kina i teatru z regionu Quebec.
Wystąpiła w około 80 filmach i serialach telewizyjnych. Za rolę w filmie J.A. Martin fotograf (1977) Jeana Baudina otrzymała nagrodę dla najlepszej aktorki na 30. MFF w Cannes jako pierwsza Kanadyjka w historii tej kategorii.